# つくし誰の子
『つくし誰の子』（つくしだれのこ）とは、1971年から1975年にかけて日本テレビの月曜スター劇場で放送されたテレビドラマ。
舞台設定を変えつつ、4シリーズが放送された。4シリーズとも、血のつながりの無い母親と子供の関係を描いている。

## 第1シリーズ
1971年7月19日から1972年1月24日まで放送。4人の孤児を養子にした下町の弁当屋の女主人・夏目遊を主人公として描く。

### キャスト
- 夏目遊：池内淳子
- 昭：近藤正臣
- 八重：沢田雅美
- 大山春子：三浦真弓
- 大山春政：下元勉
- 英夫：池田秀一
- ハナ肇
- 園佳也子
- 北村和夫
- 杉村春子
- 黒澤久雄
- 木村俊恵
- 八代英太
- 石崎恵美子
- みのわ俊
- 佐伯美香

### スタッフ
- 脚本：橋田壽賀子
- 演出：池田義一、細野英延
- プロデューサー：早川恒夫、藤原千晶、平林邦介
- 主題歌：「つくしの子守歌」（歌：近藤正臣、作詞：橋田壽賀子、作曲：伊部晴美）

## 第2シリーズ
1972年6月12日から11月6日まで放送。夫を亡くした女性が、夫の先妻の子、その先妻の連れ子と生活する様子を描く。

### キャスト
- もとこ：池内淳子
- 近藤正臣
- 沢田雅美
- 長谷川諭
- 市原悦子
- 二谷英明
- 杉村春子

### スタッフ
- 脚本：橋田壽賀子
- 演出：結城章介、細野英延
- プロデューサー：早川恒夫

## 第3シリーズ
1973年4月23日から11月26日まで放送。割烹旅館の女性が4人の血のつながらない子供と生活する様子を描いた。

### キャスト
- 池内淳子
- 木村功
- 村野武範
- 永井秀和
- 井川比佐志
- 杉村春子

### スタッフ
- 原作・脚本：橋田壽賀子
- 演出：結城章介、細野英延
- プロデューサー：早川恒夫

## 第4シリーズ
1974年10月21日から1975年4月14日まで放送。実子と養女を育てる母親を描いた。

### キャスト
- 池内淳子
- 杉村春子
- 中村雅俊
- 音無美紀子
- 園佳也子
- 沢田雅美
- 北村和夫
- 松山英太郎
- 大出俊
- 永井秀和
- 渡辺美佐子
- 遠藤真理子

### スタッフ
- 作：橋田壽賀子
- 演出：細野英延
- プロデューサー：早川恒夫
- 主題歌：「白い寫眞館」（歌：中村雅俊、作詞：伊藤アキラ、作曲：クニ河内）

| 日本テレビ系 月曜21時台（月曜スター劇場）               | 日本テレビ系 月曜21時台（月曜スター劇場）       | 日本テレビ系 月曜21時台（月曜スター劇場）                                     |
| 前番組                                                  | 番組名                                          | 次番組                                                                        |
| ------------------------------------------------------- | ----------------------------------------------- | ----------------------------------------------------------------------------- |
| -                                                       | つくし誰の子（第1シリーズ）                     | あの橋の畔で                                                                  |
| 日本テレビ系 月曜21時台（月曜スター劇場）               |                                                 |                                                                               |
| あの橋の畔で                                            | つくし誰の子（第2シリーズ）                     | 冬物語                                                                        |
| 日本テレビ系 月曜21:55 - 21:56枠 （1972.06.12 - 09.25） |                                                 |                                                                               |
| あの橋の畔で ※21:00 - 21:56                             | つくし誰の子（第2シリーズ） 【1分縮小して継続】 | NNNニューススポット 【1分拡大して継続】 ※21:55 - 22:00 （系列局により別番組） |
| 日本テレビ系 月曜21時台（月曜スター劇場）               |                                                 |                                                                               |
| 冬物語                                                  | つくし誰の子（第3シリーズ）                     | たんぽぽ （第1シリーズ）                                                      |
| 日本テレビ系 月曜21時台（月曜スター劇場）               |                                                 |                                                                               |
| おしろい花                                              | つくし誰の子（第4シリーズ）                     | たんぽぽ （第2シリーズ）                                                      |